# Barry Morgan
Barry Cennydd Morgan (* 31. ledna 1947 Gwaun-Cae-Gurwen, Wales) je arcibiskup ve Walesu, jmenovaný 12. července 2003.

## Životopis
Narodil se v Gwaun-Cae-Gurwen, Neath Port Talbot. Vystudoval historii na University College v Londýně, poté teologii na Selwyn College v Cambridge a pracoval také na ministerstvu na Westcott House, v Cambridgi. Kromě angličtiny hovoří také velšsky a napsal několik knih na různá témata včetně poezie. Jeho koníčky je golf a literatura.

## Kariéra
Vysvěcen byl v roce 1973 a stal se farářem a později odborným asistentem na teologii. Působil ve Světové radě církví v Ženevě. V roce 1993 se stal biskupem v Bangoru a v roce 1999 biskupem v Llandaffu. Používá jedinečný liturgický styl a v promluvách používá i velšská slova.